# Glutops semiformis
Glutops semiformis är en tvåvingeart som beskrevs av Akira Nagatomi och Saigusa 1970. Glutops semiformis ingår i släktet Glutops och familjen Pelecorhynchidae. Inga underarter finns listade i Catalogue of Life.